# Louis Apol

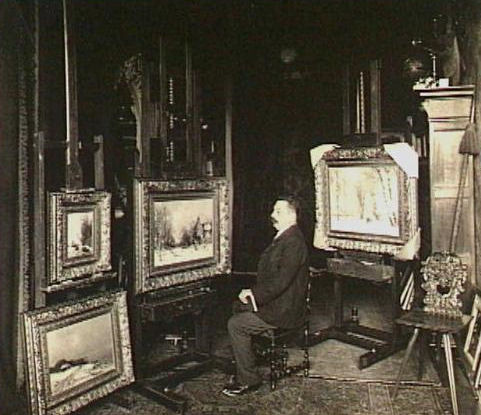
Apol in zijn atelier (1903), foto van Sigmund Löw.

Lodewijk Franciscus Hendrik (Louis) Apol (Den Haag, 6 september 1850 – aldaar, 22 november 1936) was een Nederlands kunstschilder, tekenaar, fotograaf en etser. Hij behoorde tot de Haagse School.

## Vorming
Louis Apol was leerling van onder anderen Johannes Franciscus Hoppenbrouwers en Pieter Stortenbeker aan de Koninklijke Academie van Beeldende Kunsten (1867-1872). In 1871 ontving hij de Koninklijke Subsidie voor de Schilderkunst en in 1874 een zilveren medaille op een tentoonstelling te Amsterdam. In 1880 voer hij mee op een expeditie van de schoener Willem Barents naar Nova Zembla. De vele indrukken en schetsen van deze reis boden hem de rest van zijn leven veel stof voor zijn werken.

## Oeuvre
Apol is vooral bekend door zijn winterlandschappen, voornamelijk schilderijen en aquarellen van besneeuwde bosgezichten. Daarin spelen mensen, en door de mens gebouwde dingen, een ondergeschikte rol. Werk van Apol is onder andere te vinden in het Rijksmuseum in Amsterdam, het Singer in Laren, het Teylers Museum in Haarlem en in het Kunstmuseum Den Haag.

## Galerij

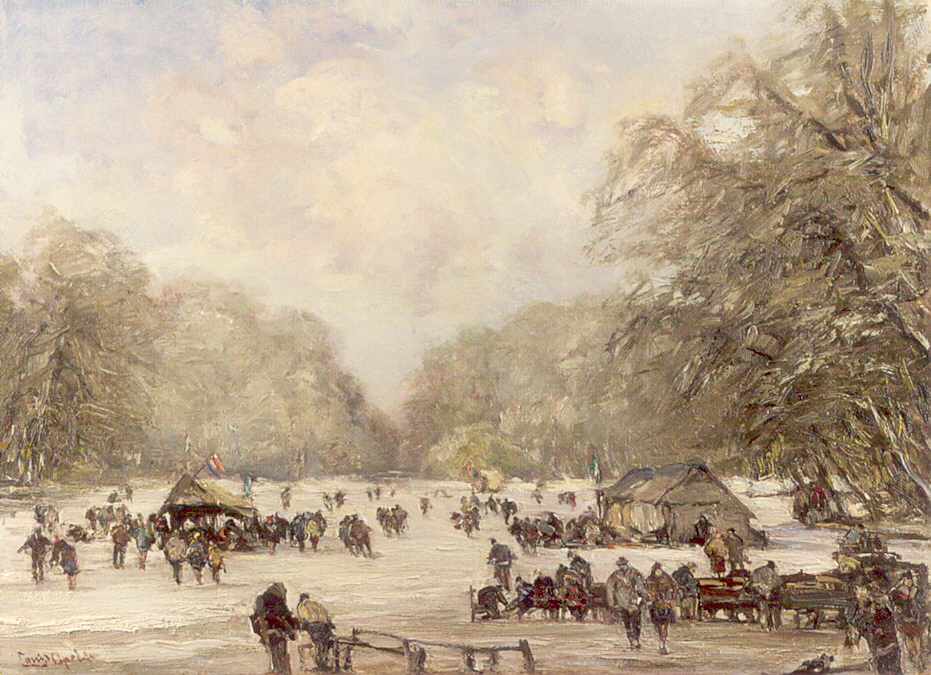
Schaatsers op de Bosvijver.
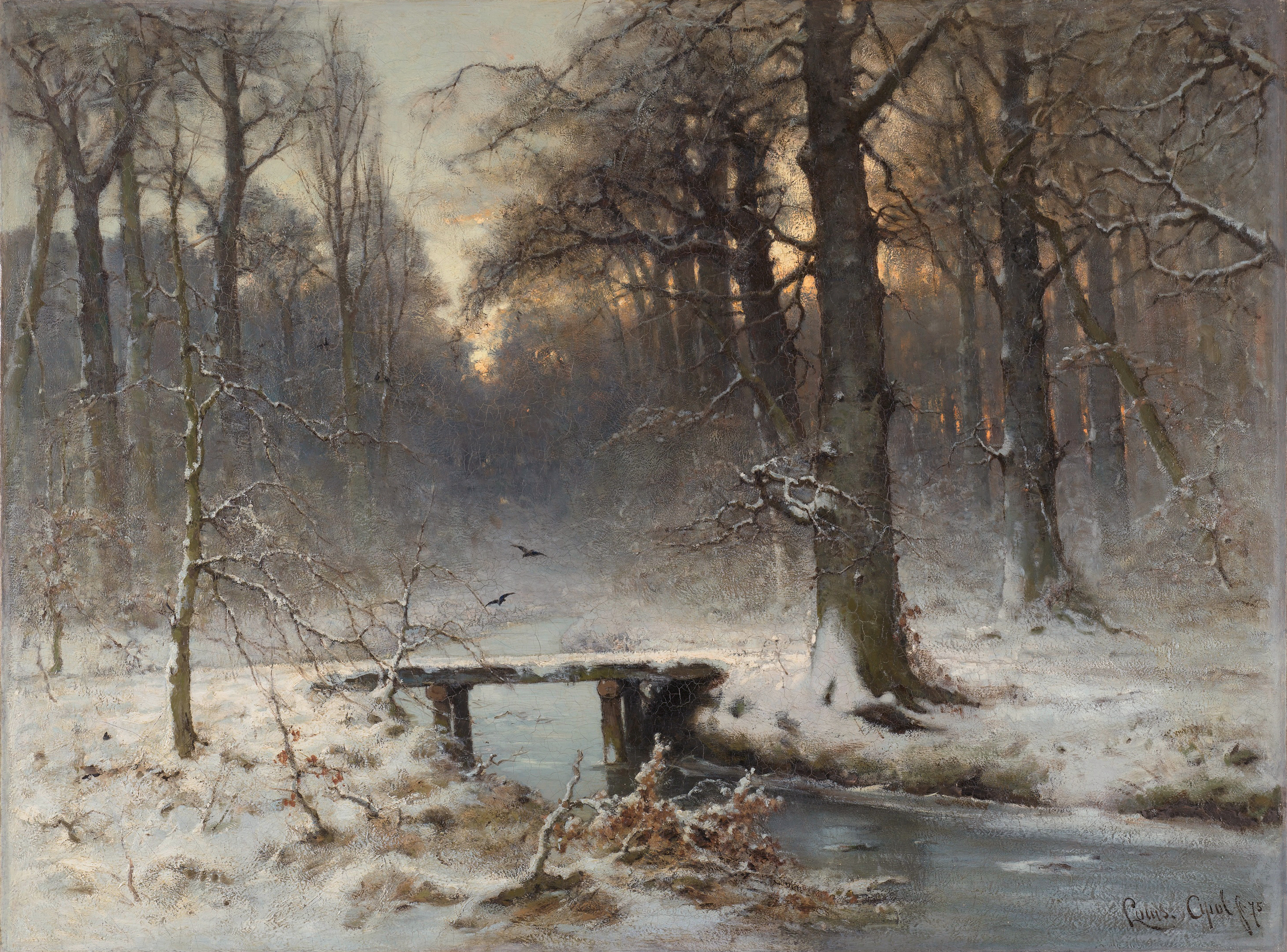
Een januari-avond in het Haagse bos.

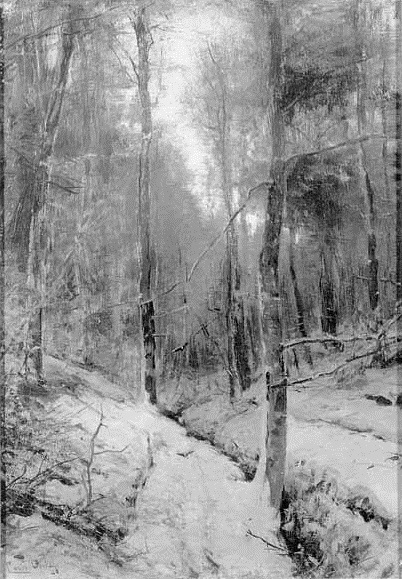
Winterlandschap, ca. 1900, Centraal Museum, Utrecht